# کوسه سرگاوی گورخری
کوسه سرگاوی گورخری (نام علمی: Heterodontus zebra) نام یک گونه از سرده کوسه‌های شاخدار است.